# モンコレキッズ
『モンコレキッズ』は、原案：安田均&グループSNE、原作：あかほりさとる&長谷川勝己、作画：しまんだきよのによる日本の漫画作品。『月刊ドラゴンジュニア』（富士見書房）において連載されていた。単行本はカドカワコミックス・ドラゴンJr.より全5巻。

## 概要
トレーディングカードゲーム『モンスターコレクションTCG』（以下「モンコレ」）を題材にしている。ただし、同じモンコレを題材にした『六門天外モンコレナイト』とは異なり、あくまでもトレーディングカードゲームとしてのモンコレを描いている。

## あらすじ
ダイスケこと門田大介は、ある日偶然モンコレの存在を知る。同じ頃、気になるクラスメート花園沙姫がモンコレプレイヤーと知り、見栄を張ってモンコレが得意だと言ってしまったため、本当にモンコレを始める羽目になる。

## 主な登場人物
門田大介（かどた だいすけ）
主人公。単純だが一途で負けず嫌いの熱血少年。サキの前で知ったかぶりをしたことから、モンコレを始めることになる。当初は情熱と幸運で勝利を掴んでいたが、徐々に頭脳プレイを覚えて成長していく。
相棒カードは「ファイア・ドラゴン」。プレイスタイルは性格通り、力押しでどんどん攻める。
花園沙姫（はなぞの さき）
ヒロイン。ダイスケのクラスメートでメガネをかけている。夢見がちな性格で、何よりモンコレを大事に思っている。大人しそうな外見に反して負けず嫌いで、本気モードになるとデックに関したコスプレをする。
相棒カードは「花園の歌姫」。低レベルユニットの特殊能力を使ったコンボを得意とする。
杉田サトミ（すぎた サトミ）
ダイスケのクラスメート。ボーイッシュな女の子で、ダイスケへの対抗心からモンコレを始める。ダイスケのことを何かと気にしている節がある。
相棒カードは「飛べない鳥の王様」と「グラッヴ・ヒポポタマス」。「師匠」の影響でロック・デックを愛用するが、腕は未熟。
大虹業（おおにじ ごう）
ダイスケのライバルで、11歳にして関西の強豪と謳われる少年。全国にチェーン展開するたこやき屋「大虹チェーン」の御曹司で、金の力で強引に事を運ぶ面もあるが、プライド高く正々堂々としている。
相棒カードは「大砂虫」。強力ユニットを多用し力押しするプレイスタイル。
井手巧（いで たくみ）
全日本選手権決勝でダイスケを下した小学4年生。大人しそうなメガネをかけた少年。ダイスケたちの隣町に住んでおり、後にモンコレ仲間となる。常に落ち着いており、すぐ熱くなるダイスケたちのなだめ役。
相棒カードは「マーブル・ビートル」「アース・ベヒモス」。儀式スペルで相手の能力を封じる戦法（ロック）を得意とする。
門田厚（かどた あつし）
ダイスケの兄で、モンコレ経験者。初心者のダイスケにモンコレの基本を教え、最初のデックを与えた。今は勉強に忙しくモンコレを休止しているようだが、何かにつけモンコレのことが気になる様子。
おっちゃん
ダイスケがいつも行くゲーム店「おっちゃんの店」店長。モンコレは販売しているだけで、全く知らない。ダイスケがモンコレを始めて以降、店はモンコレ仲間の溜まり場になる。
北やん（きたやん）
寿司屋「河童寿司」の寿司職人で、自称「モンコレ観戦歴25年（※連載開始は1999年で、モンコレから発売から2年しか経っていない）」。モンコレと河童巻きをこよなく愛する。プレイする場面はないがモンコレに詳しく、対戦の解説役やダイスケへのアドバイザーとして活躍。また大人の立場からダイスケたちをバックアップすることも多い。
安田均（やすだ ひとし）
モンコレ創始者。愛称は「ヤスティ」「安田名人」。ダイスケの成長を温かく見守る。
クイーン・ザ・アリサ
全日本選手権九州地区代表で、女王様風ボンテージ・ファッションに身を包んだ美女。中学の現役教師らしい。準決勝で対戦したタクミを気に入っている様子。
相棒カードは「ダークエルフ拷問隊」。
海原魚吉（うなばら うおきち）
北やんの遠縁。地元では不敗を誇る小学生だが、実は周囲にモンコレプレイヤーがいないため、仲間を求めて北やんのところに来た。常に自信たっぷりだが、モンコレは非常に弱い。
海産物が大好きで、海産物デッキを愛用する。
鷹野爽（たかの そう）、鷹野涼（たかの りょう）
モンコレキッズ杯でダイスケたちと対戦する双子。カードへの愛着よりデッキの強さを優先するタイプで、「相棒」にこだわるダイスケたちを挑発する。